# 「ル・マン」プロトタイプ
「ル・マン」プロトタイプ (フランス語: « Le Mans » Prototypes 英語: "Le Mans" Prototype) は、フランス西部自動車クラブがル・マン24時間の参加車両として独自に規定していた競技専用のスポーツカー類型である。国際自動車連盟との共同規定となった後は、FIA 世界耐久選手権とそれに準ずる地域シリーズ戦で運用されている。
当記事では主にハードウェアを解説するにとどめており、特別規定や性能調整など主催者側の運用に係る事項はシリーズの該当記事を参照のこと。

## 概要

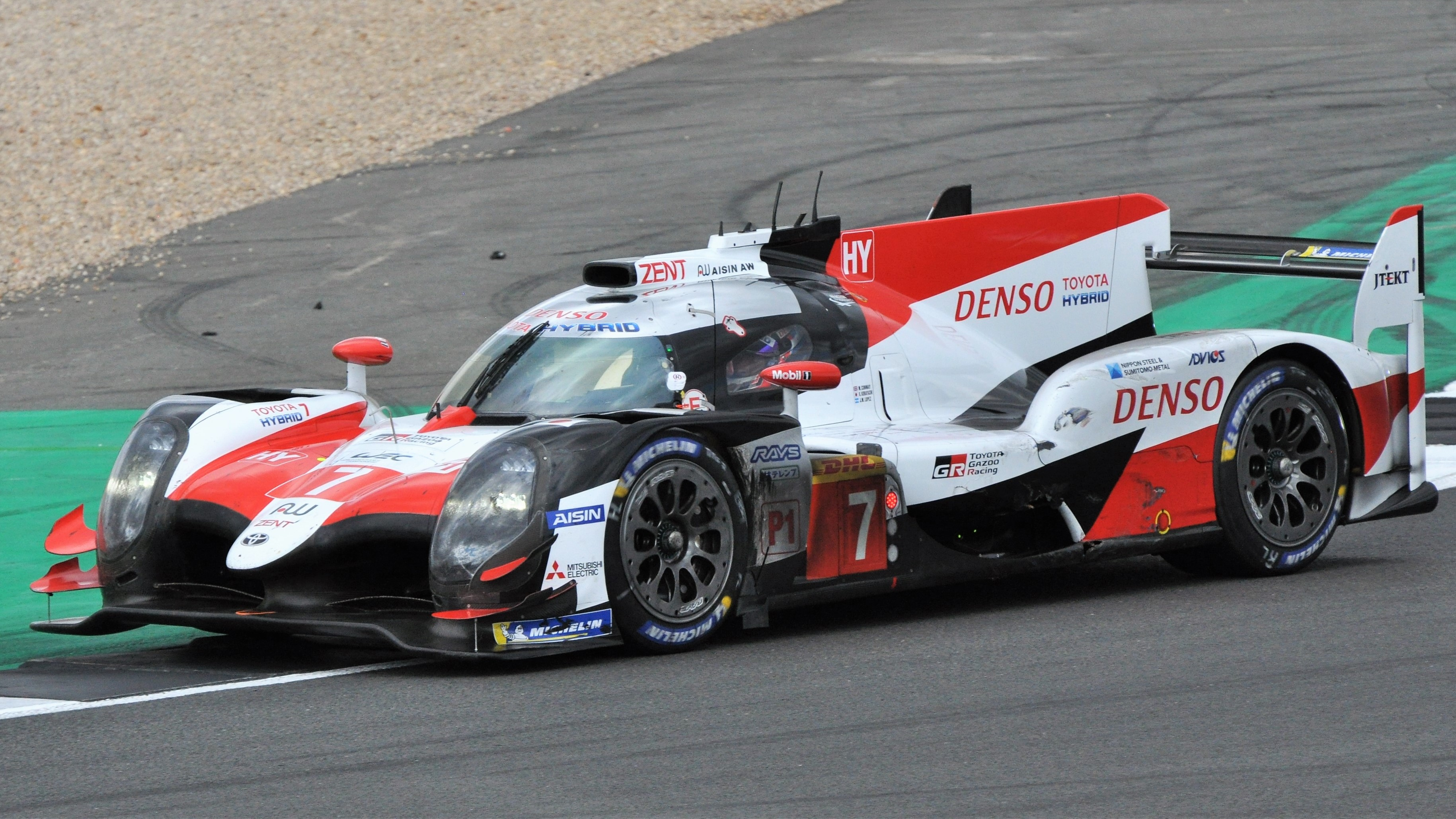
LMP1のトヨタ・TS050ハイブリッド

第二次世界大戦後のル・マン24時間において、主催者であるフランス西部自動車クラブ (Automobile Club de l'Ouest, 以下、ACO) が特例で定めた参加車両の類型である。以後、同大会が製造者の国際選手権から外れたり、選手権自体が廃止された時などに度々採用されてきた。
2012年以降では、国際自動車連盟 (Fédération Internationale de l'Automobile, 以下、FIA) 主管によるFIA世界耐久選手権と、それに準ずる様式でACOが主導する地域ルマン・シリーズ戦において競技運用する専用のスポーツカー類型であり、FIA/ACOまたはACOの型式承認を受けたものを指す。国際モータースポーツ競技規則 (国際スポーツ法典) 付則J項ではグループE (フリーフォーミュラレーシングカー群) 部門II (競技車) 内のSC (スポーツカー) に類別される。呼称および表記には"LM" P (以下、LMP)の略称も公式に用いられる。
承認要件などによりLMP2とLMP3の2クラスに分けられている。数字が示す通り、かつてはトップカテゴリとしてLMP1及びハイブリット動力のLMP1-Hが存在したが、こちらはル・マン・ハイパーカー (LMH)が後継となり廃止された。
最高出力は通常動力のLMP1が500から600キロワット (kW) (680から815メトリック馬力 (PS)) 程度、ハイブリッド動力のLMP1-Hが総出力735 kW (1,000 PS) 程度である。LMP1-Hはフォーミュラワンカーに対し、同じサーキットコースを112から114パーセント程度の周回時間で走破する能力がある。最高速度は概ね340キロメートル毎時 (km/h) 弱に達する。

## 沿革

### 1949年 - 1952年

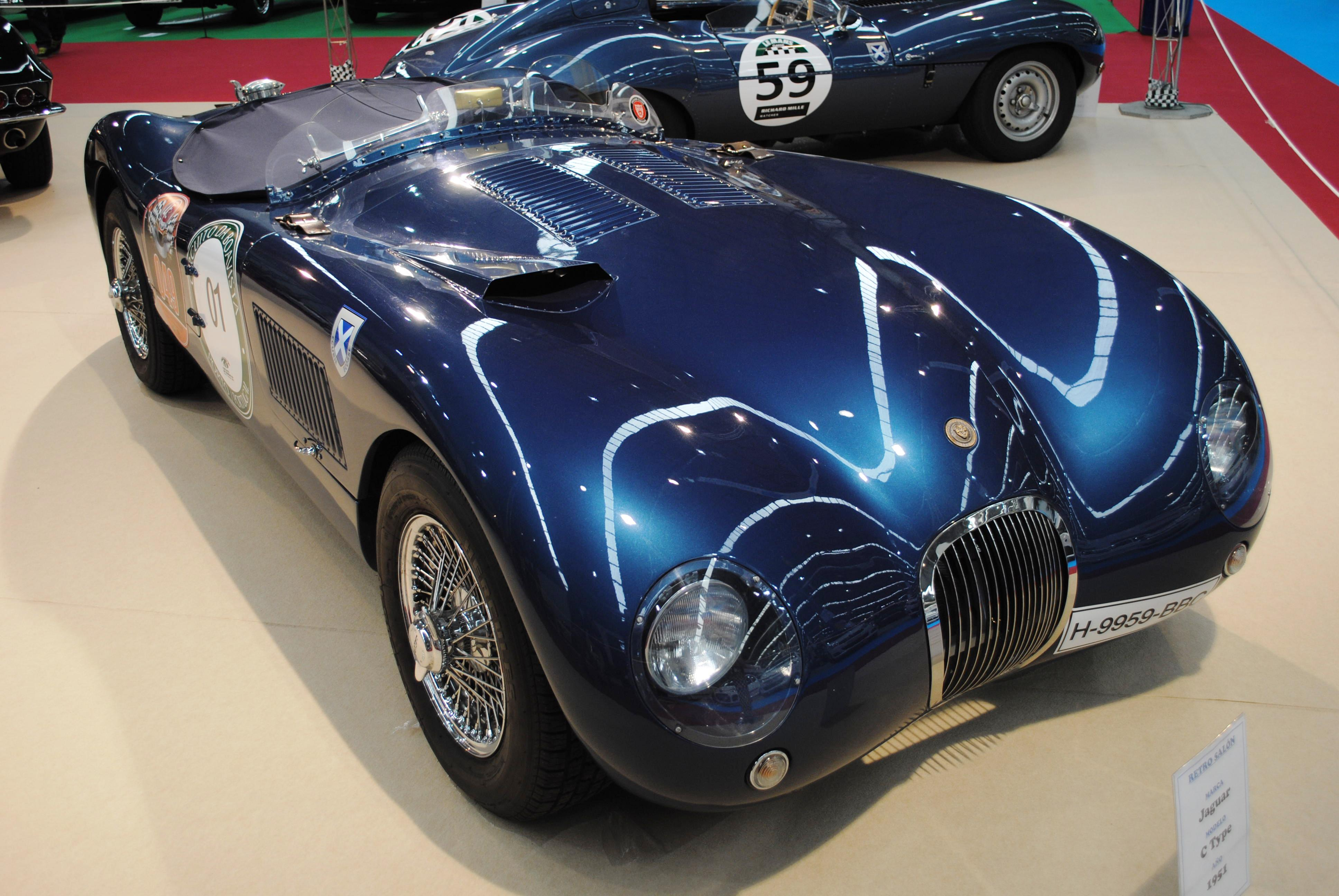
ジャガー・XK120C

ACOは、第二次世界大戦の影響で開催が途絶えていたル・マン24時間を1949年から再び開催するにあたり、戦争で疲弊した欧州自動車製造者の現状を考慮し、戦前まではスポーツカーであっても販売されていることとしていた参加条件を緩和し、販売前のプロトティプ (prototypes) =試作車であることを製造国の自動車スポーツ所管団体が承認していれば参加を認めた。これがル・マン24時間におけるプロトタイプの始まりである。ただし戦前からの国際認定自動車クラブ協会とその後継組織であるFIAの分類によるスポーツカーには元来販売要件がないため、この時は本来のあり方のスポーツカーをACOがプロトタイプと言い換えたに過ぎない。そして1953年から始まったスポーツカーによるスポーツカー世界選手権 (製造者の国際選手権) に同大会も加わり、プロトタイプという語も使われなくなった。

### 1962年 - 1965年

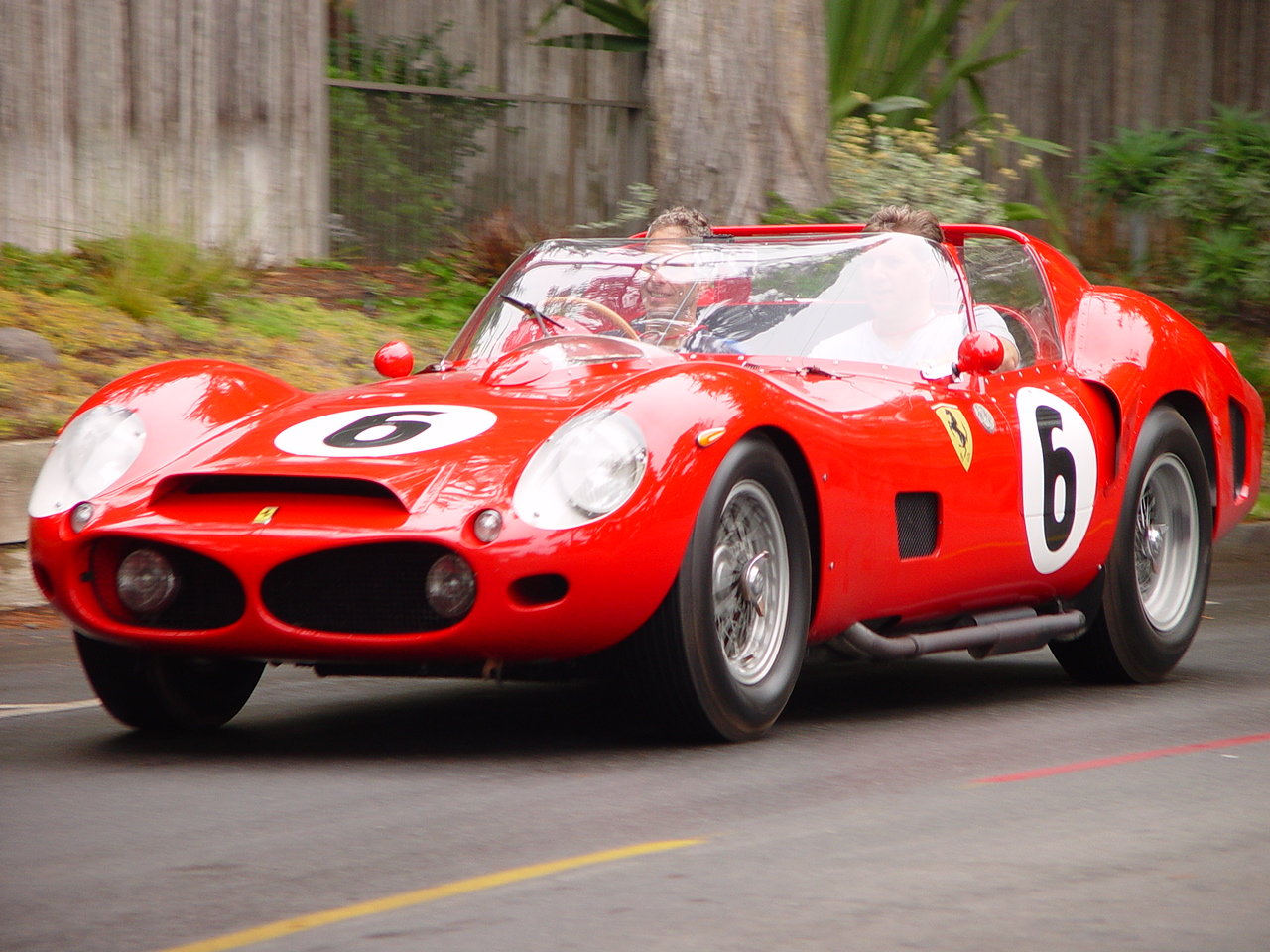
フェラーリ・330TRILM

スポーツカーにより実施されてきたスポーツカー世界選手権 (製造者の国際選手権、以下、選手権) であるが、これを主催するFIAは本来の製造者選手権にふさわしい形にすべく1962年からはグランドツーリングカーで実施することとした。しかし選手権に組み込まれているル・マン24時間の主催者であるACOはこれに反対し、スポーツカーをグランツーリズム・プロトティプ (Grand Tourisme Prototypes) と称してエクスペリメンタル部門で出走させた。他のクラシックレース主催者もこれに同調したため、FIAは1963年から選手権の副賞典としてスポーツカーによるプロトタイプ国際トロフィーを設けることで折り合いをつけた。そして1966年から選手権は再びスポーツカーによる実施となる。

### 1976年 - 1981年

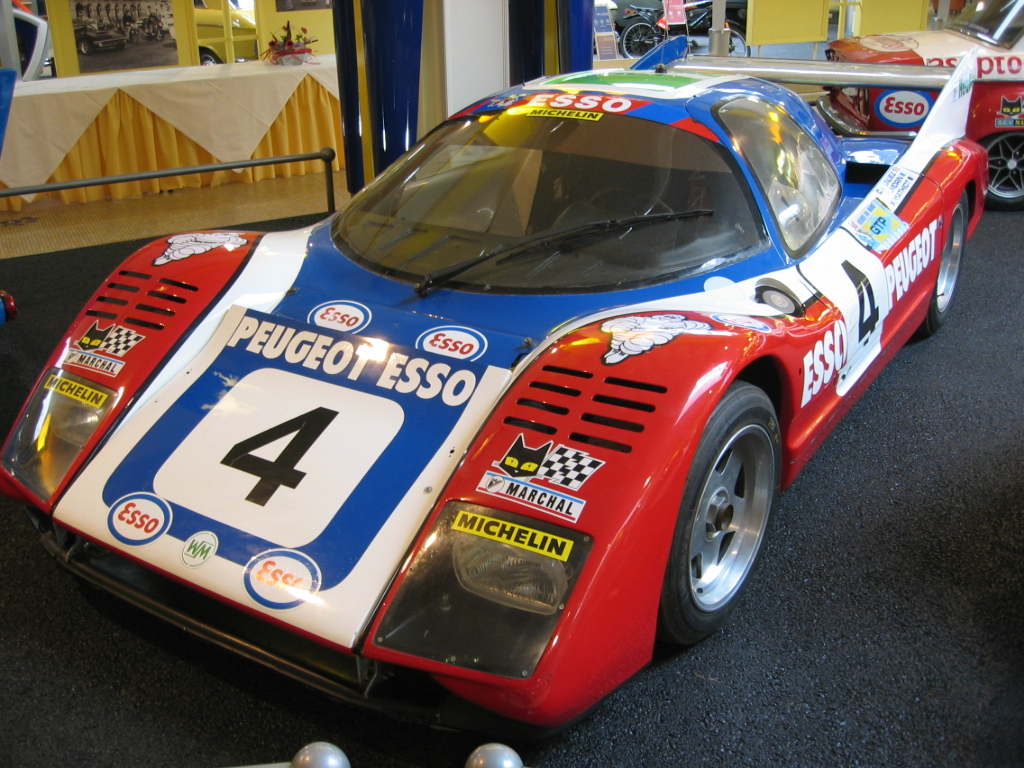
WM・P79/80

1975年からル・マン24時間がメイクス世界選手権 (製造者の国際選手権) から外れたのを機に、翌1976年からACOはふたたびグランツーリズム・プロトティプ (Grand Tourisme Prototypes, 以下、GTP) を導入するが、この時は1975年以前のスポーツカー規格でクローズドカー (クーペ、ベルリネッタ) に限定した車両であり、エンジン排気量は3リットル超を許容していた。1981年に米国の国際モータースポーツ協会 (International Motor Sports Association, 以下、IMSA) が独自のGTPを規定し、ACOもこれをル・マン24時間に導入したため、これ以降大会内ではACOとIMSAそれぞれのGTPはGTPル・マン (GTP Le Mans)、イムサGTP (IMSA GTP) と呼び分けられた。GTPル・マンは1981年まで参加資格を有していた。

### 1993年 - 2003年

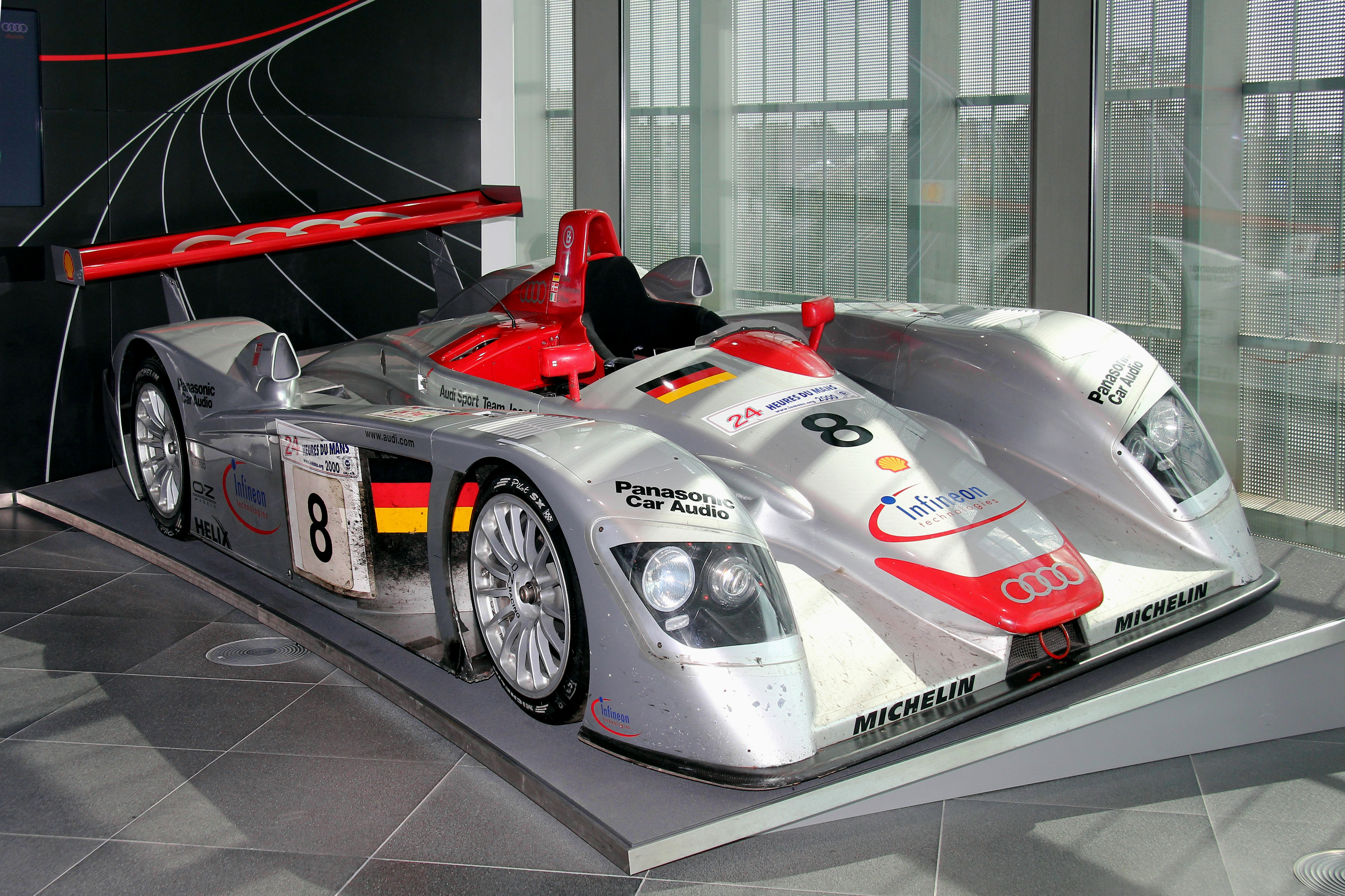
アウディ・R8 (LMP900)

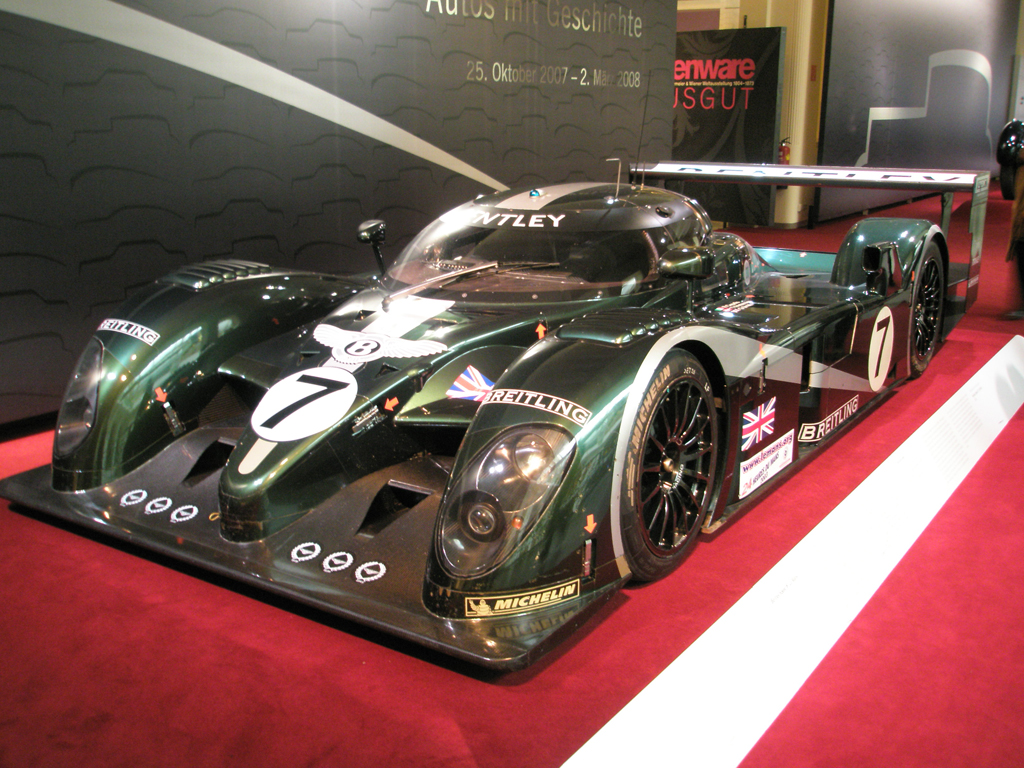
ベントレー・スピード8 (LMGTP)

FIAスポーツカー世界選手権 (製造者の国際選手権) が廃止された1993年のル・マン24時間からACOは、1966年以来のオープンカー (ロードスター、バルケッタ、スパイダー) プロトタイプを「ル・マン」プロトティプ ("Le Mans" Prototypes, "LM" P, 以下、LMP) と称して導入し (カテゴリーIII)、翌年からはLMP1とLMP2の2クラスとなる。1999年からはクローズドカーの「ル・マン」GTプロトティプ ("Le Mans"GT Prototypes , "LM" GTP, 以下、LMGTP) が復活し、2000年からLMPのクラスはLMP900とLMP675に変更された。

### 2004年 -
「ル・マン」GTプロトティプと「ル・マン」プロトティプを統合した新「ル・マン」プロトティプ ("Le Mans" Prototypes, "LM" P, 以下、LMP) 規定が発効した。クラス分類は1と2で、それまでの技術規定差異のみによったものを公認規定も絡めたものとなった。
2012年からACO主導でFIA主管によるFIA 世界耐久選手権 (製造者の国際選手権) が再開し、参加車両のスポーツカーにはLMPの規定がそのまま採用された。最低重量やエンジン排気量などの技術規定は2004年以来変遷を繰り返しているが、2014年からLMP1がH (ハイブリッド) とL (ライト) に分割されるとともにオープンカー (ロードスター、バルケッタ、スパイダー) が廃止され、2017年にはLMP2もオープンカーが廃止され、35年ぶりに「ル・マン」プロトタイプはクローズドカー (クーペ、ベルリネッタ) のみとなった。2015年には地域シリーズのみ摘要される下位クラスとしてLMP3が追加された。
2020年限りでLMP1の使用は禁止され、2021年からは新たに設けられるLMハイパーカー（LMH）クラスがその後継となる。一方でLMP1（ノンハイブリッド）については、経過措置として一時的にLMHクラスへの参戦が認められた（当初2021年のみとされたが、結局2022年も参戦が可能になった）。LMP2については少なくとも2023年まで現行規定が維持されるとされたが、その後延長が繰り返され、2024年6月現在は2027年末まで有効とされている。

## 車両
製造者は毎年、FIAとACO共同の型式承認、またはACOの型式承認を取得しなければならない。また、改良などにより承認内容が変わる場合も都度承認が必要である。走行性能の高さと開発製造に費用がかかる順にLMP1、LMP2、LMP3の3クラスに分けられる。LMP1はエネルギー回生装置を備えたハイブリッド動力のLMP1-Hと通常動力のLMP1の2形態に分けられる。

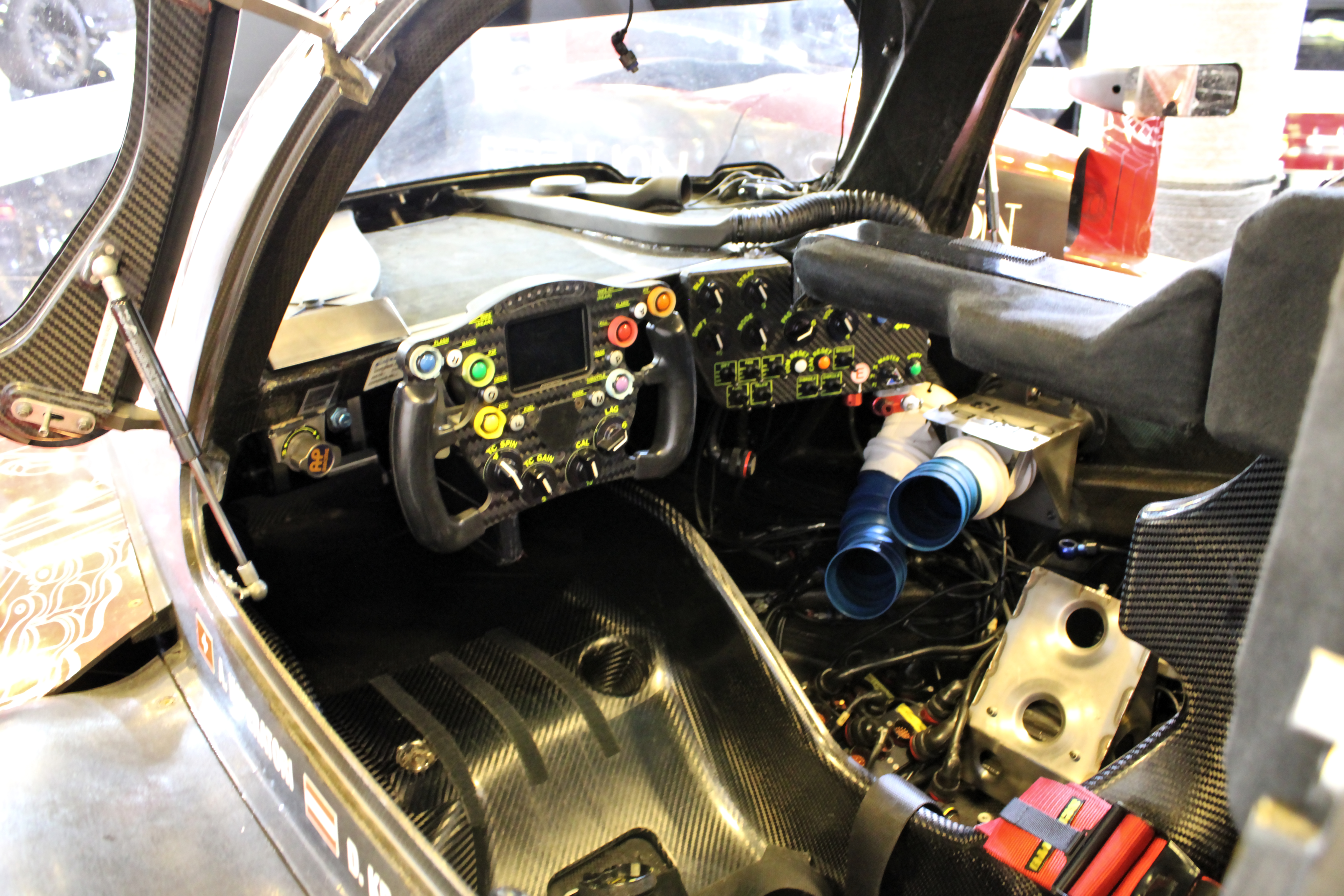
助手席側が機材で埋まったコクピット

クローズドカー (クーペ、ベルリネッタ) に限定されたスポーツカーであるため、灯火類やウィンドシールドワイパーの装備に加えウィンドシールド寸度やドア装備が規定されているのはスポーツカー黎明期から変わりない。車体の大きさは既存のグループCN (プロダクションスポーツカー) よりも規定上わずかに小さい。設計上の乗車定員は2名であるが、1982年以降の国際モータースポーツ競技規則に則り運転席以外の座席は取り付けられておらず、代わりにFIAが求める必須装備品が取り付けられている。リアウィンドウは規定がなく、これまで設計に盛り込んだ車両はない。
エンジンはガソリンもしくは軽油を燃料とする4ストロークの内燃レシプロである。排気量と気筒数に制限はないが、LMP2はFIA/ACO、LMP3はACOの指定品に限られる。エンジンによる駆動は前後いずれかの車軸に限られる二輪駆動であるが、電動発電機はその限りではないため、唯一これを装備するLMP1-Hのみ四輪駆動が認められている。
エンジン制御を除き、車両各部位のアクティブ制御は一切認められていない。またドライバーが運転中にサスペンションのダンパー、スプリング、アンチロールバーをマニュアル制御することも禁止されている。
燃料はレース主催者が用意するが、基本的にバイオ燃料を混合した市販品である。
車両各箇所のセンサーと接続されるFIAのデータロガーが組み込まれており、レース後にFIAが機能の運用規定違反の有無を検証したり、性能調整の基礎データを収集できる。
※以上、全クラスに共通する出典事項はLMP1-HまたはLMP1で代表した。

### 「ル・マン」プロトタイプ1
("Le Mans" Prototype 1, "LM" P1)
1台だけの特別製造車でも公認取得できる。通常動力のLMP1とハイブリッド動力のLMP1-Hに分かれており、競技運用にあたりLMP1はシャシとエンジンのいずれの製造者とも無関係のチームに限られ、LMP1-Hは製造者自身がチーム編成して競技運用できる。
エンジンの排気量と気筒数に制限はなく、ターボなどによる過給も自由である。吸排気バルブがポペット式に限られ、それぞれ2本以下、開閉制御は機械式と定められている。LMP1-Hはエネルギー回生装置を備えており、エンジンに加え2機までの電動発電機を備えている。
トランスミッションはシーケンシャル (パドルシフト可) ないしHパターンのみが認められ、7速までに限られる。
エンジンの駆動は前後いずれかの車軸に限定されるが、LMP1-Hの電動発電機は駆動車軸に制限がないため、四輪駆動も可能であり実際に存在する。

#### 主要規格
- 全長：4,650ミリメートル (mm) 以下[39]
- 前オーバーハング：1,000 mm以下[39]
- 後オーバーハング：750 mm以下[39]
- 全幅：1,800 mm以上 1,900 mm以下[39]
- 全高：1,050 mm以下[39]
- 重量 (燃料含まず)：830キログラム (kg) 以上 (LMP1)、875 kg以上 (LMP1-H)、どちらにもカメラまたは代用バラスト3 kgが加わる[40][30]
- ロードホイール：リム幅13.0インチ (in) (33.0センチメートル (cm)) 以下、リム径18 in (45.7 cm) 以下、重量7.5 kg以上[41]
- リムにはめたタイヤ：幅14 in (35.5 cm) 以下、直径28 in (71.1 cm) 以下[41]
- 燃料タンク容量：75リットル (L) 以上 (LMP1)[42]、無制限 (LMP1-H)[43]
- エネルギーの回生・放出は前後輪どちらでも可能、およびターボチャージャーからの熱回生も可能である。ただし、ピットレーン (400 m) を補助動力のみで60 km/hで走行できなければならない。

|                            |                            | ERS無し | ERS有り | ERS有り | ERS有り | ERS有り |
| -------------------------- | -------------------------- | ------- | ------- | ------- | ------- | ------- |
| エネルギー回生値 (MJ/Lap)  | エネルギー回生値 (MJ/Lap)  | N/A     | <2      | <4      | <6      | <8      |
| 出力値 (kW)                | 出力値 (kW)                | N/A     | <300※※  | <300※※  | <300※※  | <300※※  |
| 車重 (kg)                  | 車重 (kg)                  | 850     | 875     | 875     | 875     | 875     |
| エネルギー量 (MJ/Lap)      | ガソリン                   | 157.2   | 136.3   | 131.7   | 127.2   | 124.9   |
| エネルギー量 (MJ/Lap)      | ディーゼル                 | 147.1   | 130.0   | 125.8   | 121.6   | 116.9   |
| 最大燃料流量 (kg/h)        | ガソリン                   | 101.4   | 87.9    | 85.0    | 82.0    | 80.6    |
| 最大燃料流量 (kg/h)        | ディーゼル                 | 86.4    | 76.3    | 73.8    | 71.4    | 68.6    |
| 最大積載燃料 (リットル)    | ガソリン                   | 67.4    | 62.5    | 62.5    | 62.5    | 62.5    |
| 最大積載燃料 (リットル)    | ディーゼル                 | 53.7    | 49.9    | 49.9    | 49.9    | 49.9    |
| 燃料技術係数※              | AV                         | 1.069   | 1.069   | 1.069   | 1.069   | 1.069   |
| 燃料技術係数※              | Pmax                       | 1.066   | 1.066   | 1.066   | 1.066   | 1.066   |
| 運動回生エネルギー技術係数 | 運動回生エネルギー技術係数 | 1       | 0.981   | 0.980   | 0.979   | 1       |

- ※: ガソリンエンジン車とディーゼルエンジン車の性能調整の為の値。
- ※※: ル・マン24時間レースが開催されるサルト・サーキットのみ300 kWの制限が付く。他サーキットについては無制限。

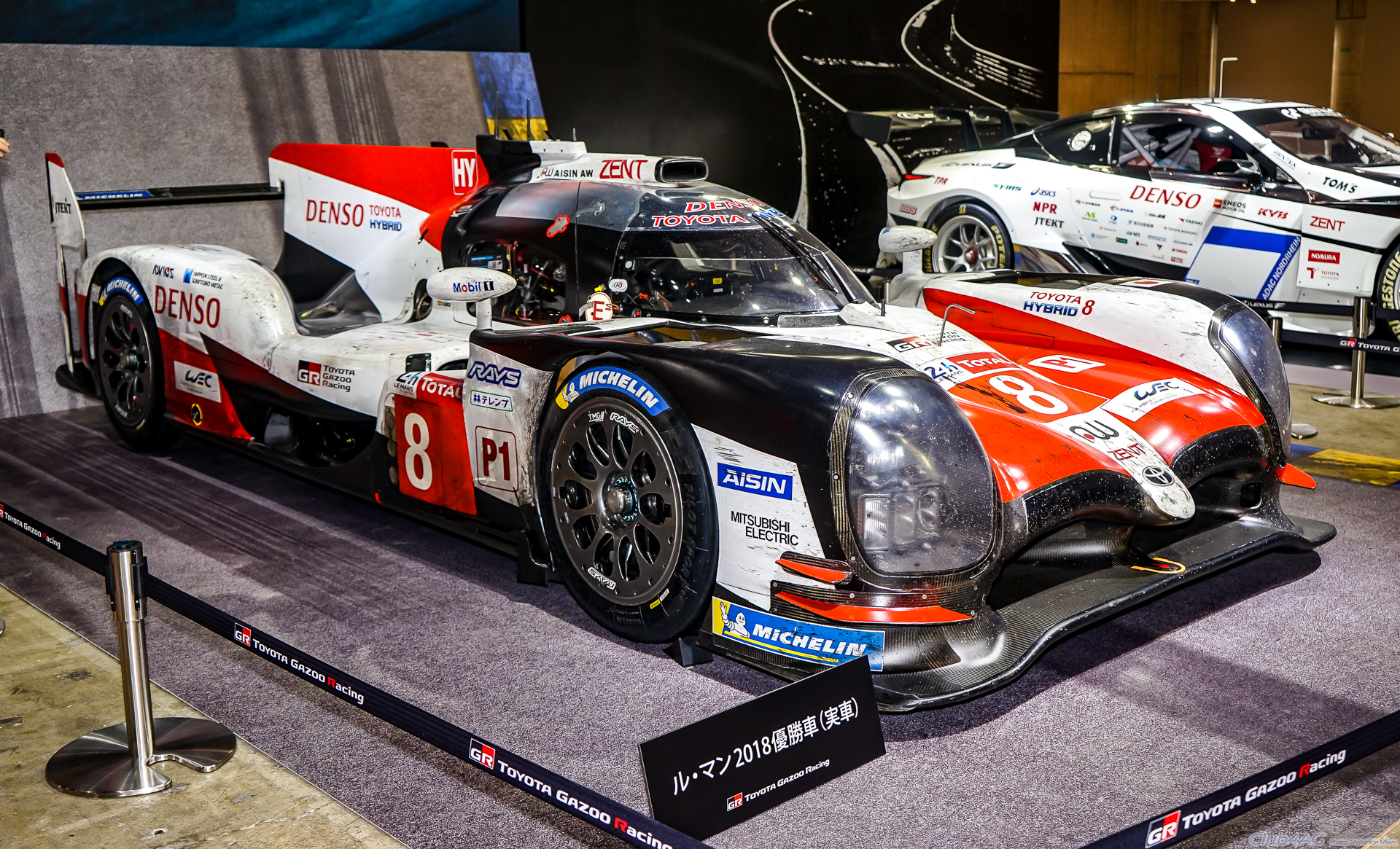
トヨタ・TS050 HYBRID
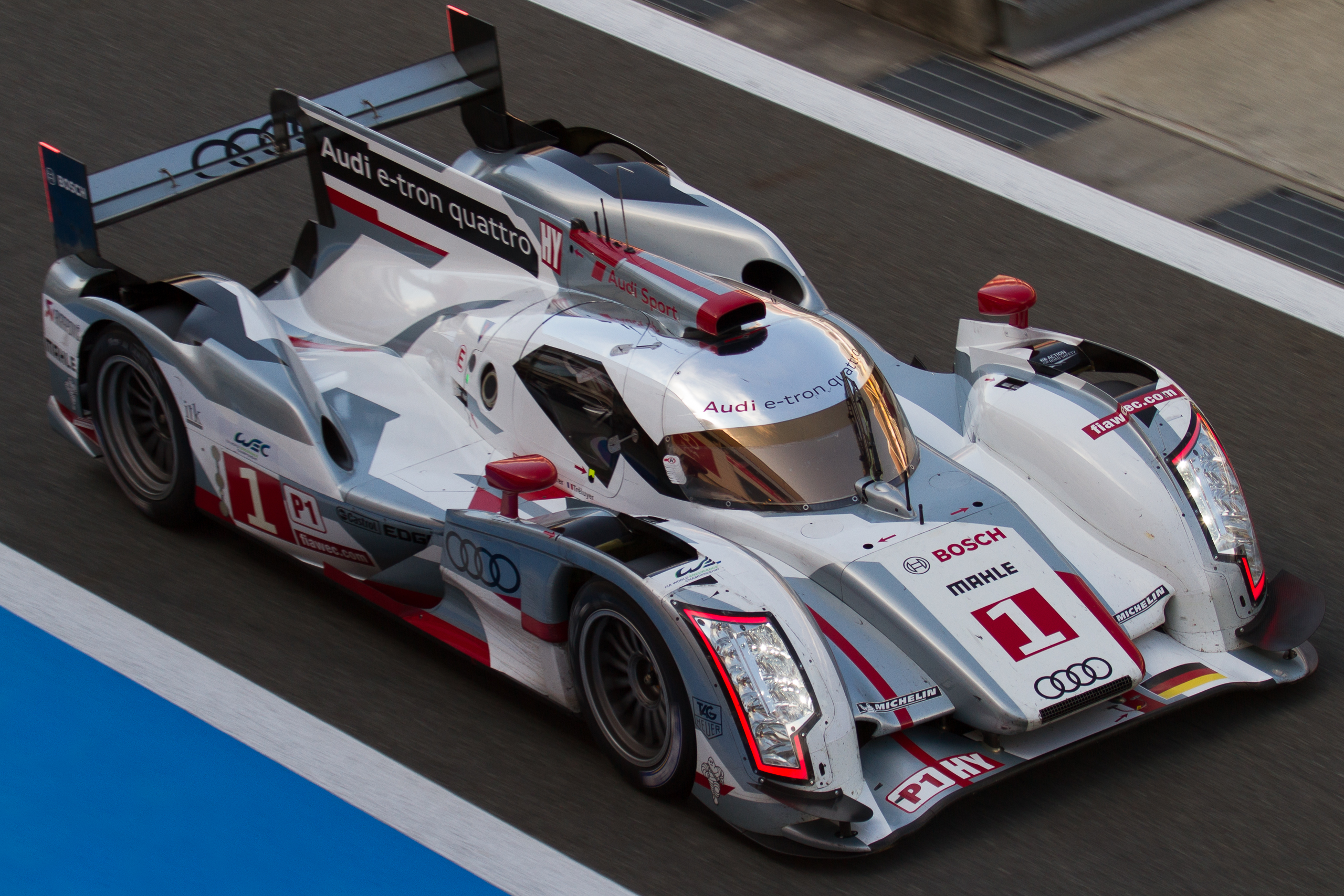
アウディ・R18 e-tron クワトロ
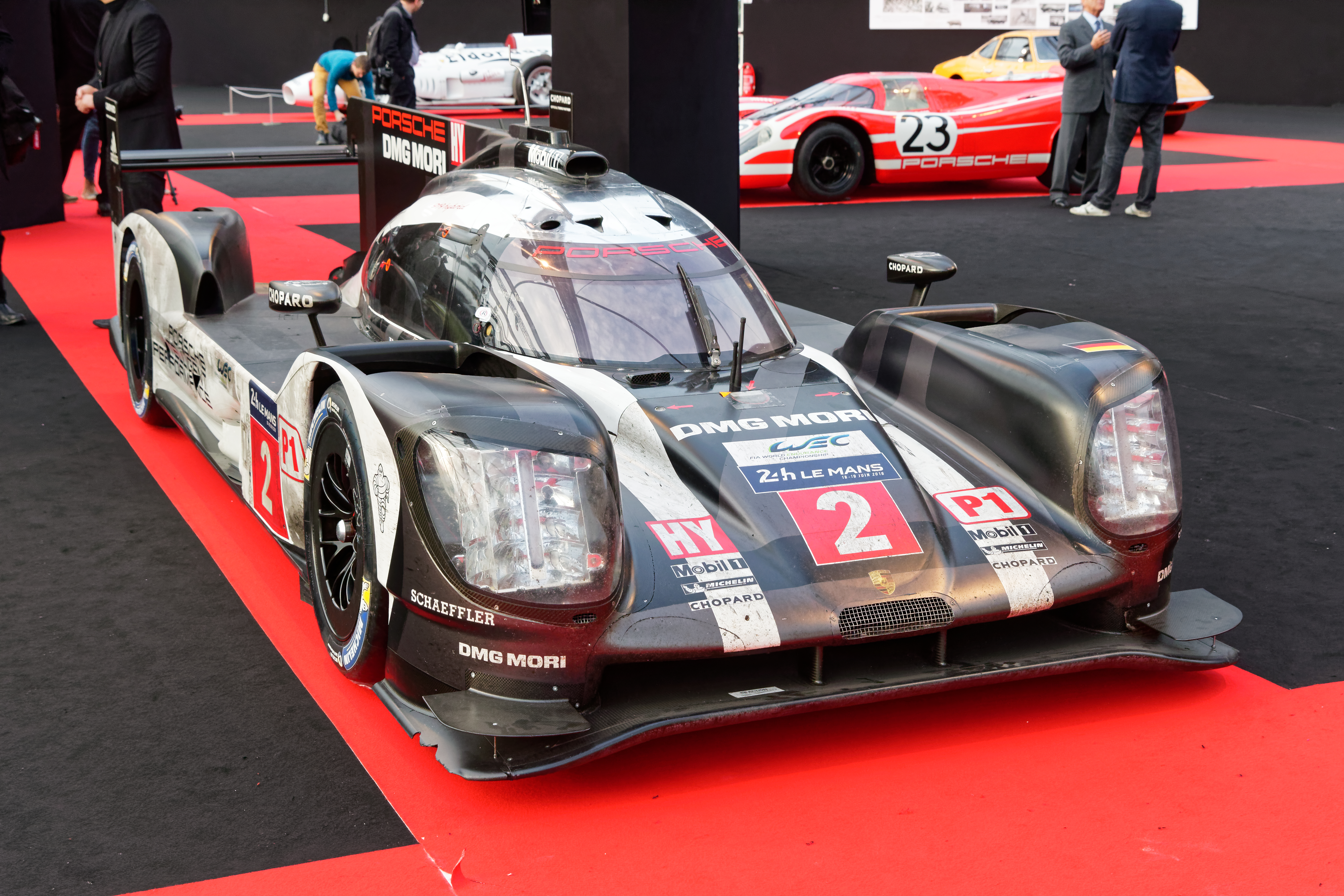
ポルシェ・919ハイブリッド
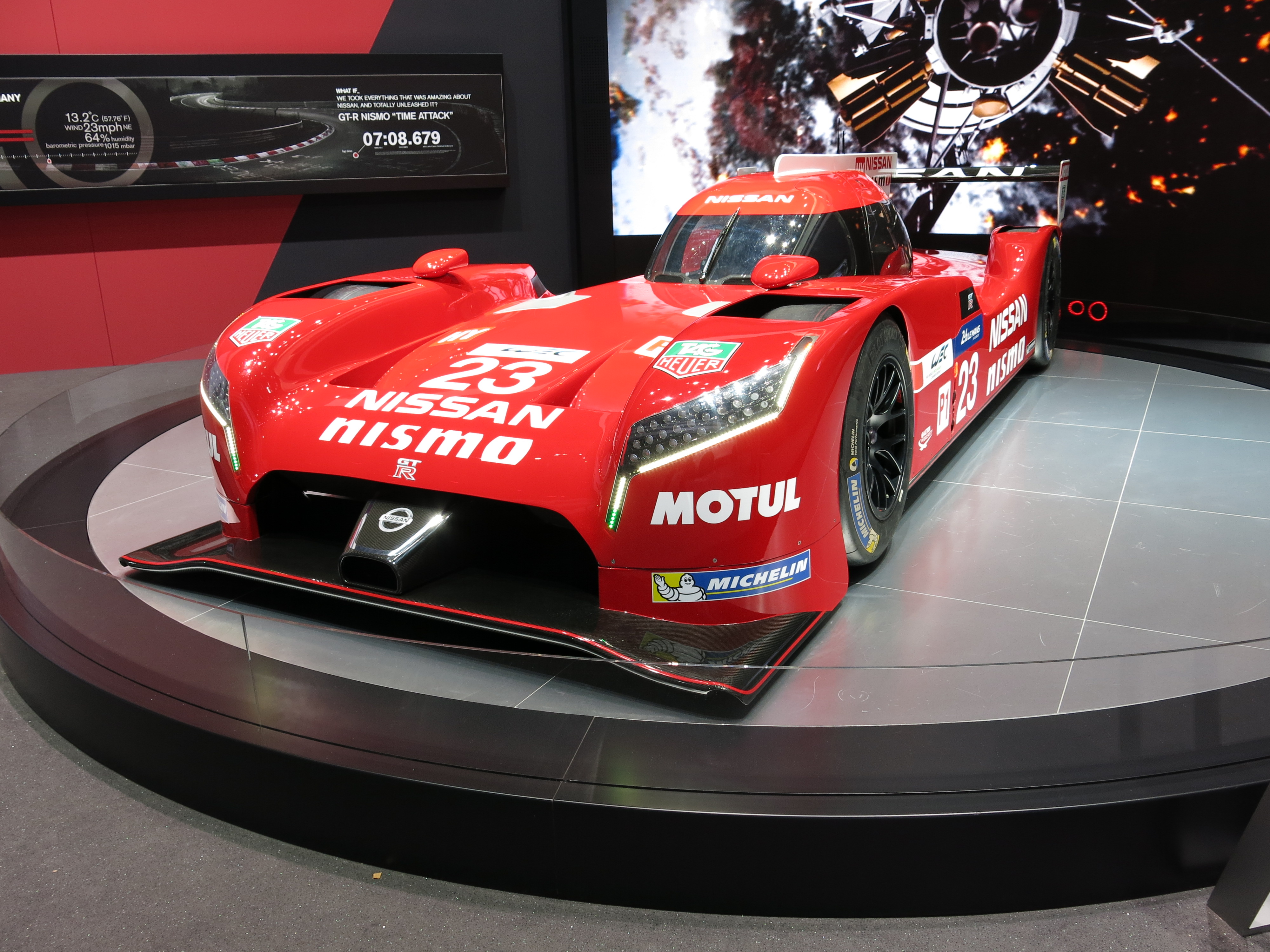
日産・GT-R LM NISMO
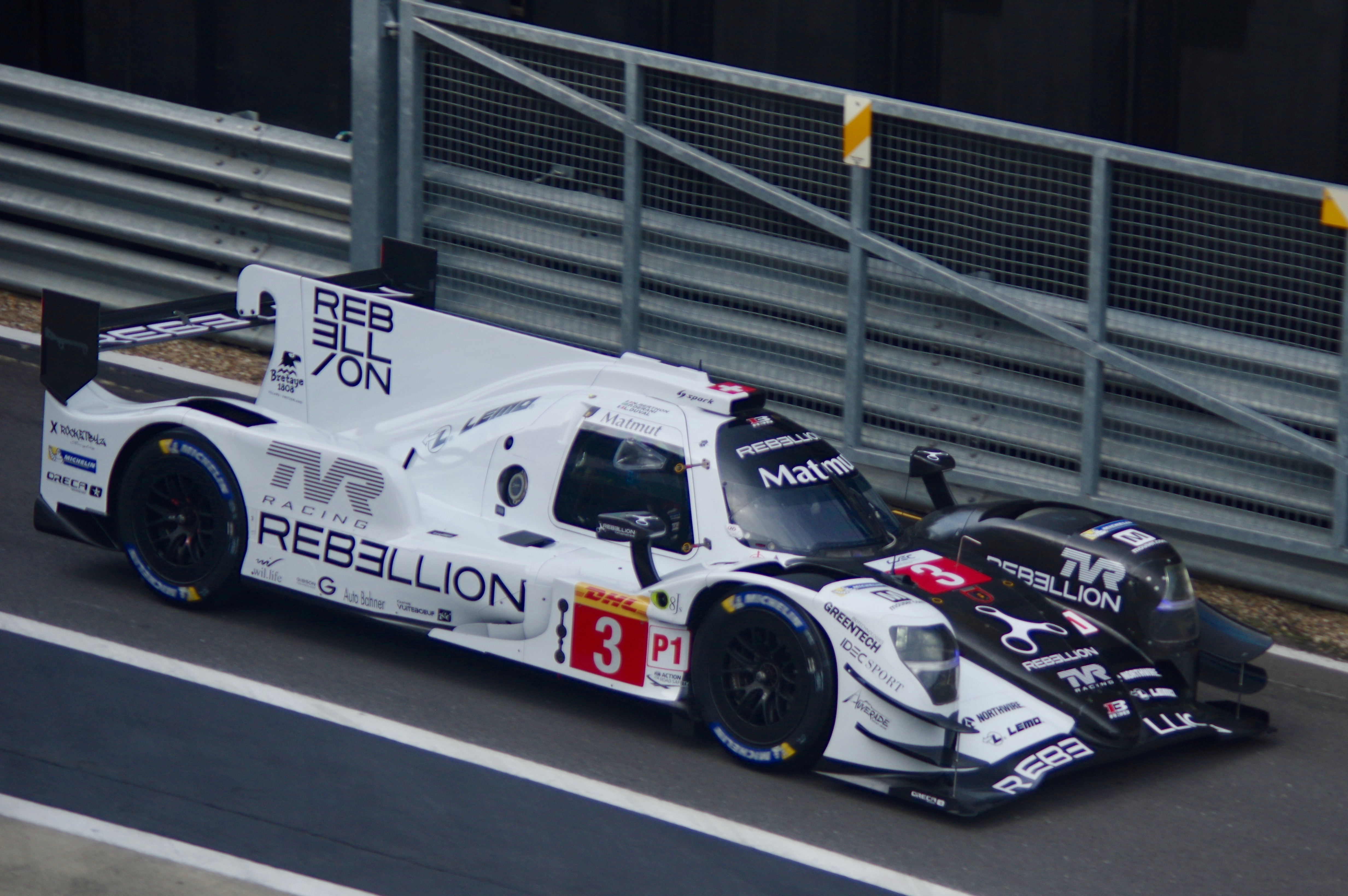
レベリオン・R13
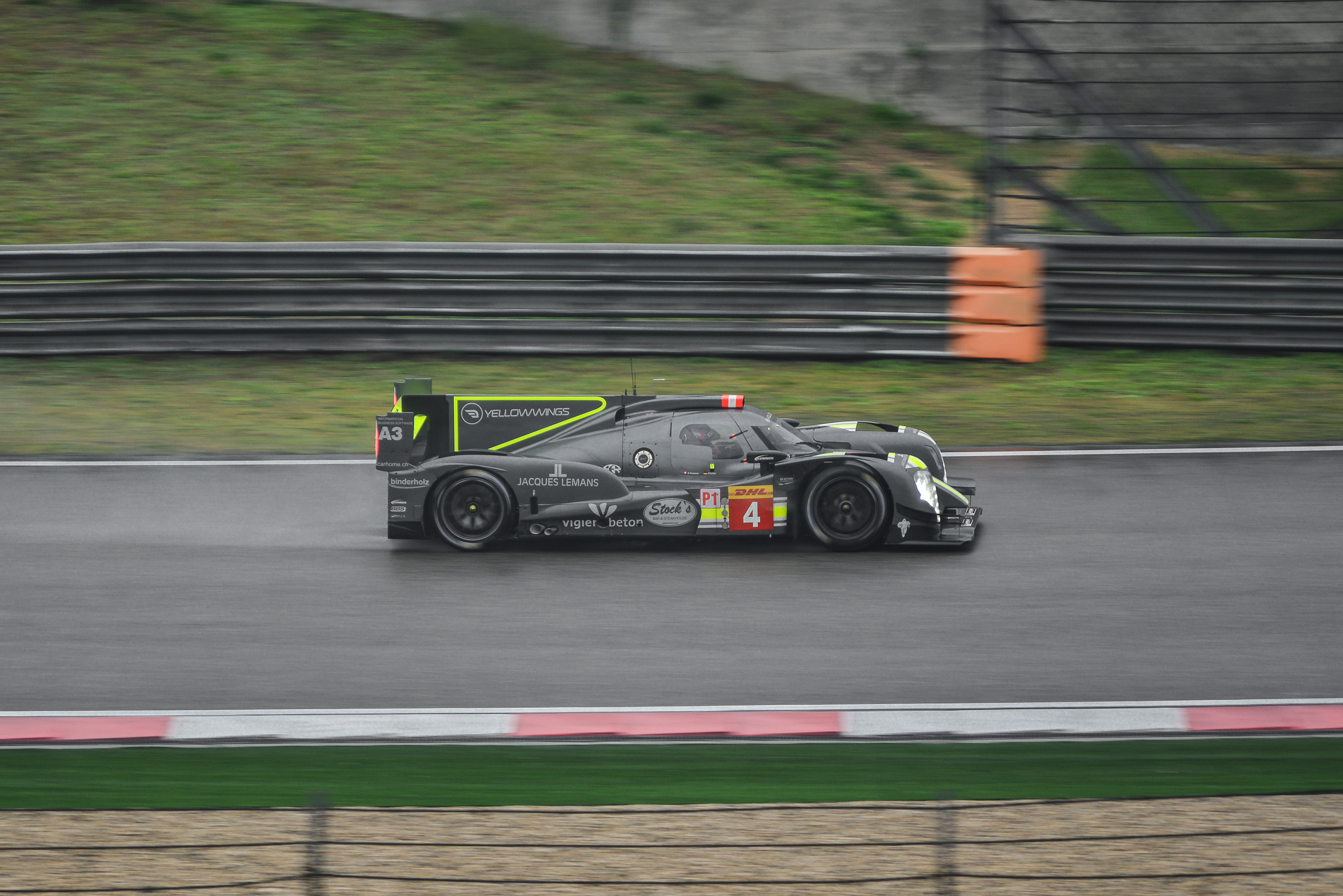
コデワ・CLM P1/01
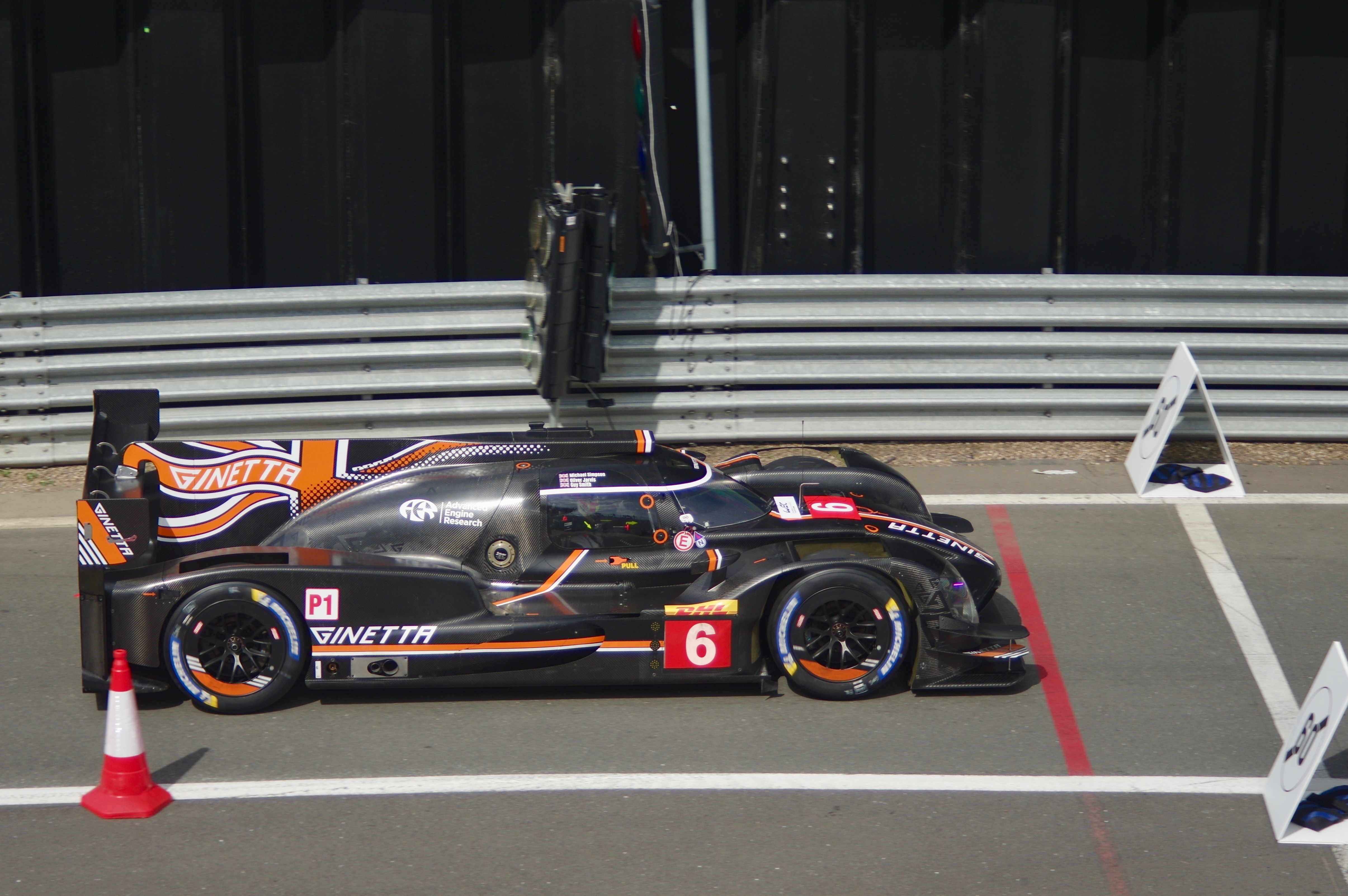
ジネッタ・G60-LT-P1

### 「ル・マン」プロトタイプ2
("Le Mans" Prototype 2, "LM" P2)
個人チームがシャシとエンジンを購入するクラスである。シャシまたはエンジンの製造者は競技運用に一切関われない。
シャシはFIA/ACOの承認を受けた複数の製造者から供給される。製造者は年間10台以上の発注を受けることで承認され、エンジンなし完成車を基本価格48万3000ユーロ以下 (2018年) で販売できなければならない。
エンジンはFIA/ACOの指定機種のみが使用できる。2016年までは複数機種が指定されていたが、2017年からはギブソン・GK428のみ指定されている。
トランスミッションはシーケンシャル (パドルシフト可) ないしHパターンのみであり、6速まで認められる変速ギア比の組み合わせは3組まで、最終減速比は1組のみである。

#### 主要規格
- 全長：4,750 mm以下[49][注釈 10]
- 前オーバーハング：1,000 mm以下[49]
- 後オーバーハング：750 mm以下[49]
- 全幅：1,800 mm以上 1,900 mm以下[49]
- 全高：1,050 mm以下[49]
- 重量 (燃料含まず)：930 kg以上[50]
- ロードホイール：前輪リム幅12.5 in (31.7 cm) 以下、後輪リム幅13.0 in (33.0 cm) 以下、リム径18 in (45.7 cm) 以下、前輪重量10.5 kg以上、後輪重量11.0 kg以上[51]
- リムにはめたタイヤ：前輪幅34.2 cm以下、後輪幅36.2 cm以下、前輪直径69.0 cm以下、後輪直径71.5 cm以下[51]
- 燃料タンク容量：75 L以下[52]

#### ギブソン・GK428
- 90度V型8気筒[53]
- 排気量：4.2 L[53]
- 重量：135 kg[53]
- 公称最高出力：600英馬力、450 kW (610 PS前後)[53]

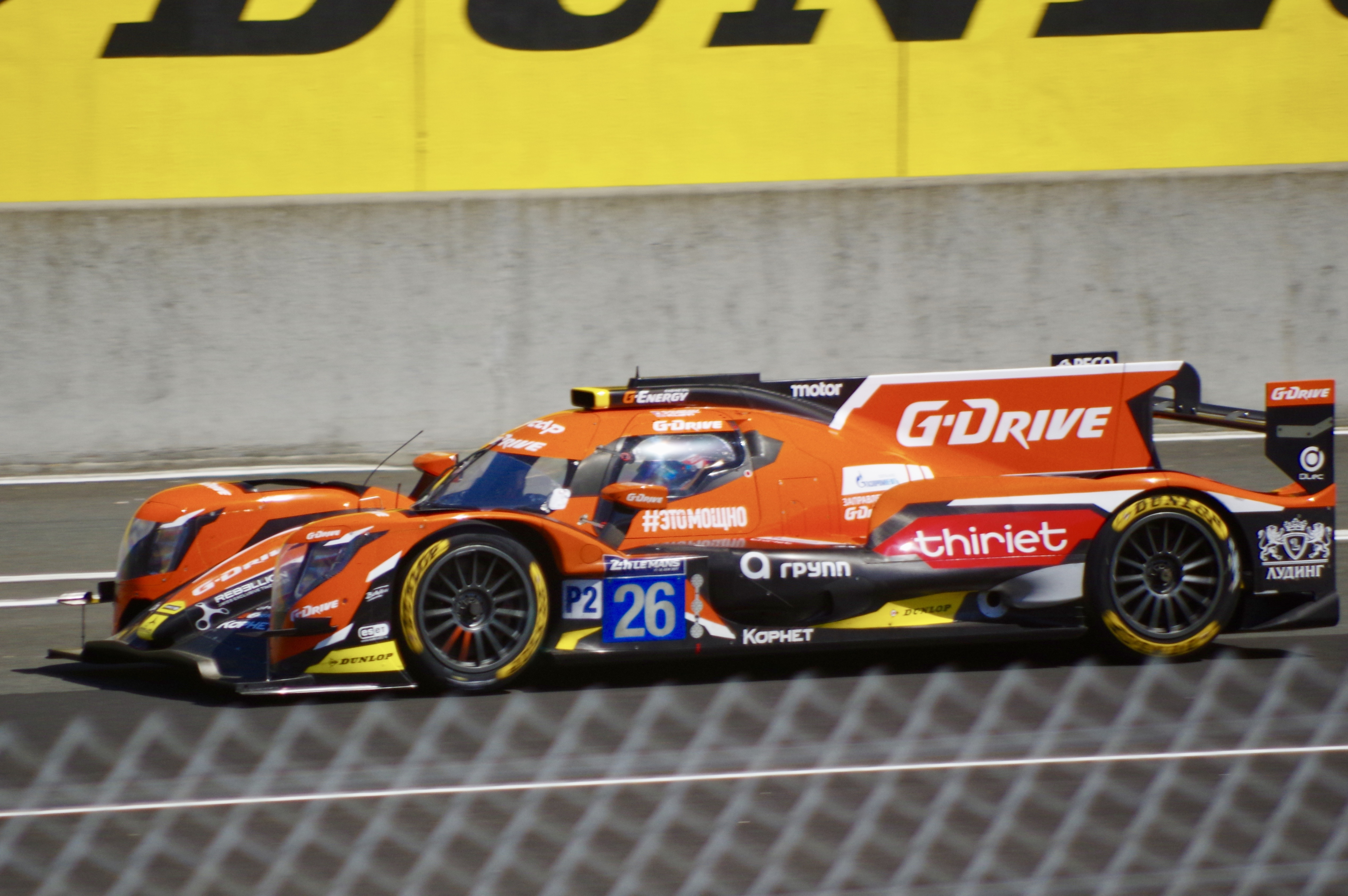
オレカ・07
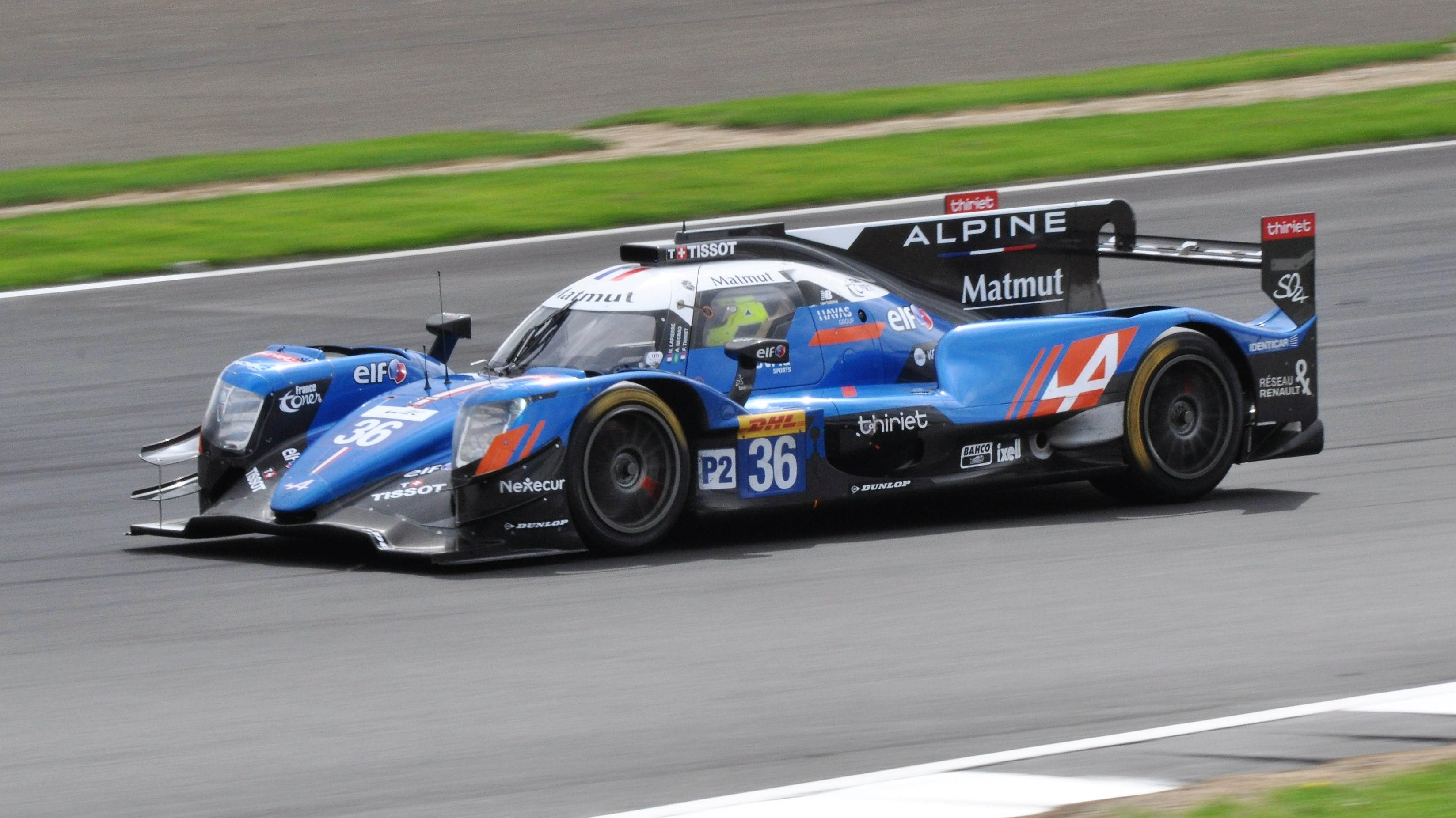
アルピーヌ・A470
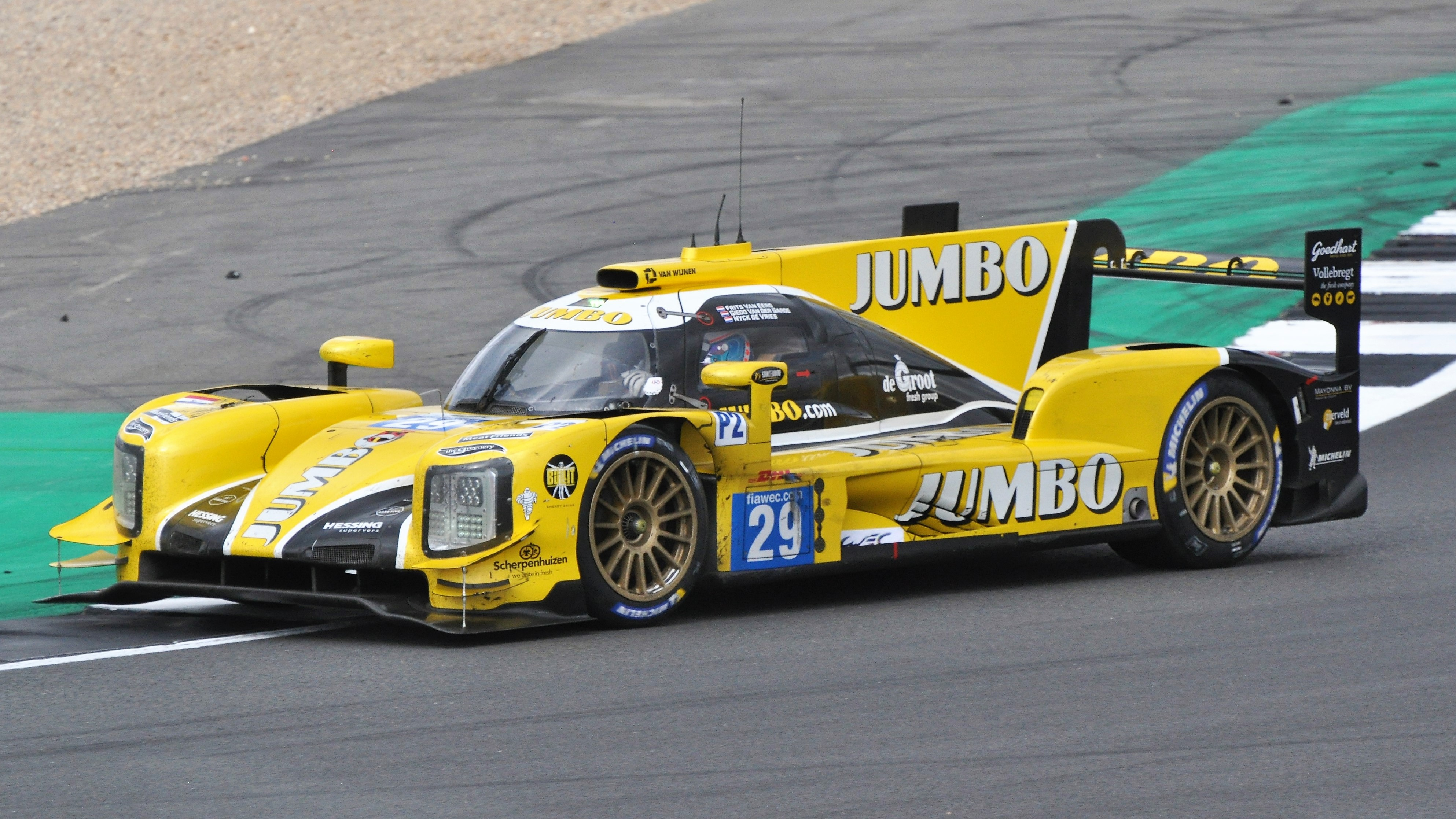
ダラーラ・P217
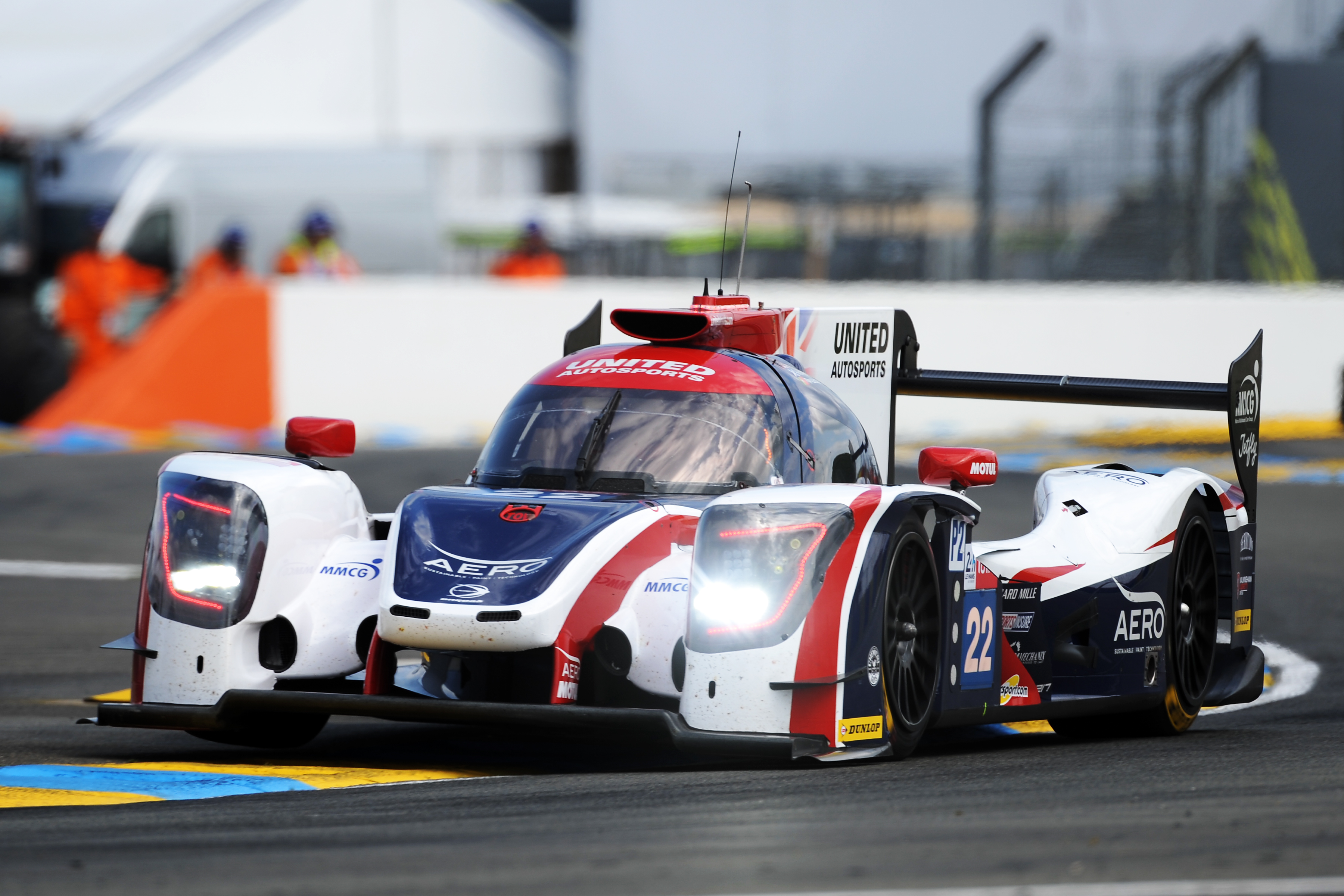
リジェ・JSP217

### 「ル・マン」プロトタイプ3
("Le Mans" Prototype 3, "LM" P3)
個人チームが完成車を購入するクラスである。製造者は競技運用に一切関われない。
ACOの承認を受けた複数の製造者（リジェ、ジネッタ、デュケーヌ、アデス）から供給される。製造者は年間5台以上の発注を受けることで承認される。
車両の取得コストもACO側が規定しており、新車の価格は第2世代(2020-2024)が最大23万9000ユーロ、第3世代(2025-2029予定)は29万9000ユーロとなる。新車は完全な新型ではなく、メーカーの前世代の車をアップグレードしたもので、既存の車をアップグレードすることも選択できる。アップグレードの費用は第1→第2世代がエンジン4,900ユーロとシャーシ5万ユーロの計5万4900ユーロ、第2→第3世代はエンジンとシャシーそれぞれが約6万ユーロで計12万ユーロ程度となる。
エンジンは規格制定時よりワンメイクで、日産・VK50(2015-2019)、日産・VK56(2020-2024)、トヨタ・V35A-FTS(2025-)。が採用されている。いずれも供給と、V35A-FTSはチューンもオレカが行う。なお、VK50からVK56への切り替えは緩やかに行われ、ユーザーは既に所有しているVK50エンジンをVK56と同等の出力に調整の上で耐用年数が許す限り使用し続ける事が可能であった。
トランスミッションはACOによりエクストラックの1機種のみが指定されている。

#### 主要規格
- 全長：4,650 mm以下[62]
- 前オーバーハング：1,000 mm以下[62]
- 後オーバーハング：750 mm以下[62]
- 全幅：1,800 mm以上 1,900 mm以下[62]
- 全高 (空気摂取口を除く)：985 mm以下、(空気摂取口上端) 1,050 mm以下[62]
- 重量 (燃料含まず)：950 kg以上[63]
- ロードホイール：前輪リム幅12.5 in (31.7 cm) 以下、後輪リム幅13.0 in (33.0 cm) 以下、リム径18 in (45.7 cm) 以下、前輪重量10.5 kg以上、後輪重量11.0 kg以上[64]
- リムにはめたタイヤ；幅13 in (33 cm) 以下、直径28 in (71 cm) 以下[64]
- 燃料タンク容量：100 L以下[65]

#### ニッサン・VK56
- 90度V型8気筒[58]
- 排気量：5.6 L[58]

以上、量産状態と同じ。以下、補器類を除き量産状態と異なる主な点のみ記載。
- 改造シリンダーヘッド[58]
- カム直動式バルブ開閉制御[58]
- ドライサンプ式潤滑[58]
- 公称最高出力 (エアリストリクター無し)：460 PS (338 kW) 以上[58]

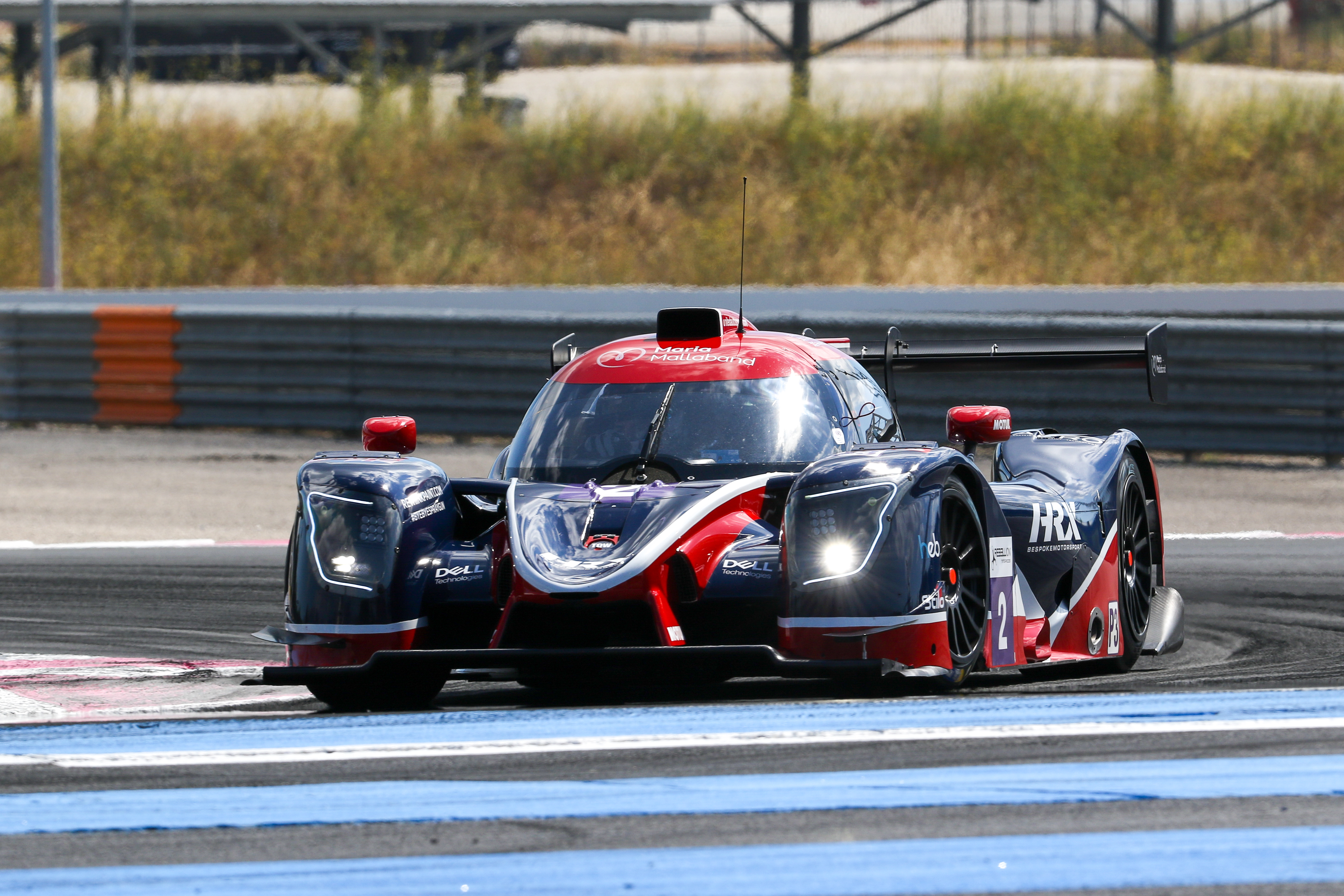
リジェ・JS P320
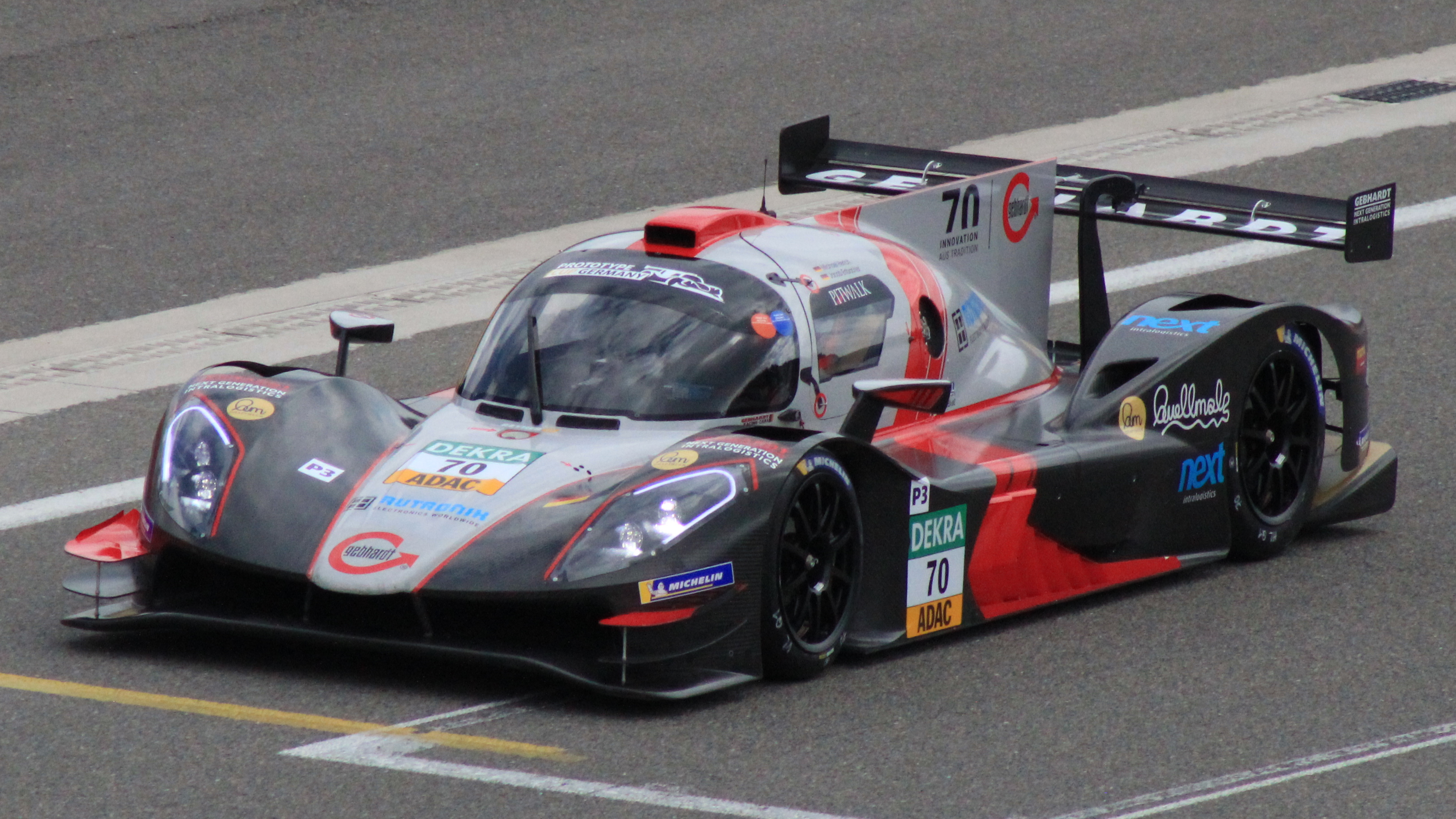
ジネッタ・G61-LT-P3
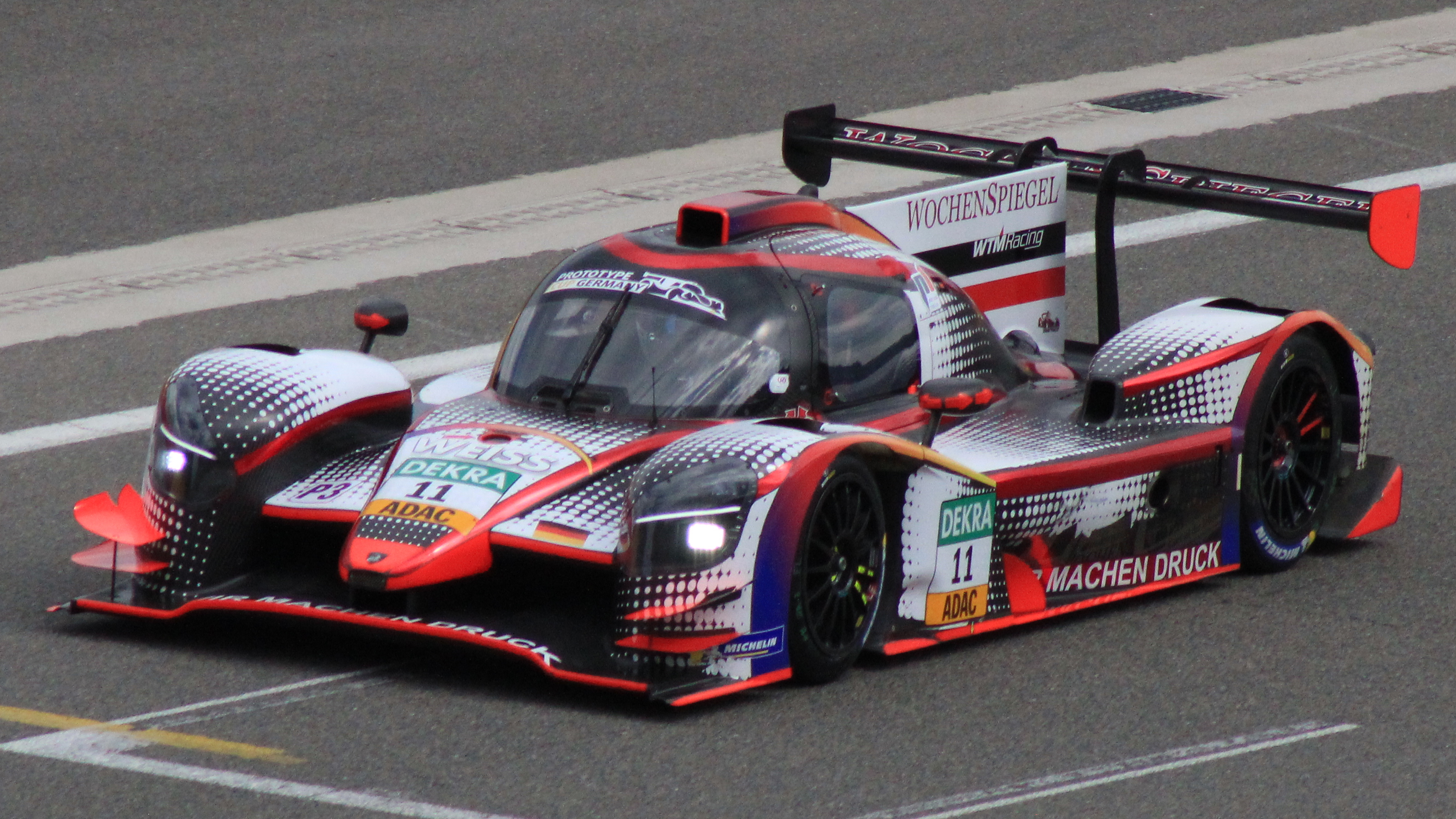
デュケーヌ・D-08（英語版）